# حبيل سعادي (المسيمير)

تعديل مصدري - تعديل

حبيل سعادي هي إحدى قرى عزلة المسيمير بمديرية المسيمير التابعة لمحافظة لحج، بلغ تعداد سكانها 61 نسمة حسب تعداد اليمن لعام 2004.